# Natalija Lupu
Natalija Lupu född 4 november 1987 i Marsjyntsi, Ukrainska SSR, Sovjetunionen, är en ukrainsk friidrottare som tävlar i medeldistanslöpning. Hon har rumänskt påbrå.
Lupu testdes positiv för ämnet methylhexanamine under inomhusvärldsmästerskapen i friidrott 2014, och var avstängd nio månader i perioden; 7 mars 2014 till 21 januari 2015.